# Sphenomorphus buettikoferi
Sphenomorphus buettikoferi là một loài thằn lằn trong họ Scincidae. Loài này được Lidth De Jeude mô tả khoa học đầu tiên năm 1905.